# Wunderlichioideae
Les Wunderlichioideae són una subfamília de plantes dins la família asteràcia
Aquesta subfamília inclou vuit gèneres i unes about 24 espècies que són plantes natives del Brasil (Wunderlichia) i Guyana (Chimantaea, Stenopadus, i Stomatochaeta), amb algunes espècies a altres llocs d'Amèrica del Sud (Hyalis i Ianthopappus) mentre que d'altres (Nouelia i Leucomeris) es troben al sud-est asiàtic i l'Himàlaia. Les característiques distintives d'aquesta subfamília la preseència d'estils glabres i no tenir el gen del tipus rpoB. Es reconeixen dues tribus: Wunderlicheae i Hyalideae,.